# Алофі (острів)
Алофі (фр. Alofi) — острів у південно-західній частині Тихого океану, який є частиною заморської громади Франції Волліс і Футуна. Адміністративно входить в округ Ало.

## Географія
Розташований за 2 км на південний схід від острова Футуна. Площа острова становить 32 км. Найвища точка - гора Колофау, або Бугенвіль (417 м).

## Населення
У 2008 році чисельність постійного населення острова складала всього 1 людина, проте в доколоніальний часи Алофі був густо населений, а чисельність населення доходила приблизно до 2 тисяч осіб. Єдине поселення острова - село Алофітаї в західній частині острова. Раніше існували села Солога, Саавака, Муа. Багато мешканців острова Футуна мають невеликі садові ділянки на Алофі (в основному вирощують тютюн).